# Jens Kirk
Jens Kirk (født 4. februar 1942) er gårdejer, cand.agro. og folketingsmedlem for Ringkøbing Amtskreds for Venstre siden 21. september 1994.

## Biografi
Jens Kirk er født i Velling Sogn som søn af Jens og Julie Kirk. Han gik på Velling kommuneskole 1949-56, gymnastikhøjskolen ved Viborg 1963-64, Asmildkloster Landbrugsskole 1964-65, Kalø Sprogskole 1965-66 og Landbohøjskolen i København 1967-71. I 1988 deltog han i International Visitor Program of the United States Information Agency.
Som færdiguddannet cand.agro. har han fungeret som kvægbrugskonsulent ved Varde Landboforening 1971-73, landbrugslærer ved Gråsten Landbrugsskole 1973-79, kvægbrugskonsulent i Ringkøbing-Ulfborgegnens Landboforening 1979-85, og han har siden været gårdejer.
Jens Kirk har siddet i bestyrelsen for Ringkøbing-Ulfborgegnens Landboforening fra 1986-95, deraf som formand 1988-95. Han har været vurderingsinspektør for Dansk Landbrugs Realkredit (DLR) 1991-95 samt medlem af bestyrelsen for De danske Landboforeninger 1991-95.
Politisk har han været Venstres folketingskandidat i Ringkøbingkredsen fra 1991. I øjeblikket er han Venstres ordfører for landdistrikter. Venstres Landbrugs - og Fiskeriordfører 1998 - 2007. Formand for Folketingets Energiudvalg 2007  - 2011.
2005 blev han Ridder af Dannebrog.
Privat er han gift og har to børn. Den ene er Anne Kathrine Kirk, der er politisk aktiv i partiet Liberal Alliance og 1. stedfortræder i Folketinget for Leif Mikkelsen.

## Ekstern kilde/henvisning
- Jens Kirk på Folketingets hjemmeside  . Dato: 21. juli 2003.

|  | Artiklen om politikeren Jens Kirk kan blive bedre, hvis der indsættes et (bedre) billede. Du kan hjælpe ved at afsøge Wikimedia Commons for et passende billede eller uploade et godt billede til Wikimedia Commons iht. de tilladte licenser og indsætte det i artiklen. |